# Donald Martino
Donald Martino   (Plainfield, 16 de maig de 1931 - Illa d'Antigua, 8 de desembre de 2005) va ser un compositor estatunidenc guanyador del Premi Pulitzer.

## Biografia
Nascut a Plainfield, Nova Jersey, Martino va començar com a clarinetista, tocant jazz per diversió i profit. Va assistir a la Universitat de Syracuse, on va estudiar composició amb Ernst Bacon, qui el va animar en aquesta direcció. Després va assistir a la Universitat de Princeton com a estudiant de postgrau, on va treballar amb els compositors Roger Sessions i Milton Babbitt. També va estudiar amb Luigi Dallapiccola a Itàlia com a Fulbright Scholar.
Es va convertir en lector i professor, treballant amb estudiants de la Universitat Yale, el Conservatori Superior de Música de Nova Anglaterra (on va passar a presidir el departament de composició), la Universitat de Brandeis i la Universitat Harvard.
Va guanyar el Premi Pulitzer de música el 1974 per la seva obra de cambra Notturno.
El 1991, la revista "Perspectives of New Music" va publicar un homenatge a Martino de 292 pàgines.
Martino va morir a Antigua el 2005. El 8 de maig de 2007 es va celebrar un concert commemoratiu al Conservatori de Nova Anglaterra al Navona Records el 2009.

## Música
La majoria de les obres madures de Martino (incloses les obres pseudo-tonals com Paradiso Choruses i Seven Pious Pieces) es van compondre utilitzant el mètode de dotze tons; el seu món sonor s'assemblava més al líric de Dallapiccola que al dels altres professors.
El pianista Easley Blackwood va encarregar la sonata Pianississimo de Martino, sol·licitant explícitament que fos una de les peces més difícils escrites mai. L'obra resultant és de fet de dificultat èpica, però ha estat enregistrada diverses vegades. (Blackwood es va negar a realitzar-la).
Martino va presentar a Milton Babbitt almenys dues targetes musicals d'aniversari: B, a, b, b, i, t, t en el seu 50è aniversari i Triple Concerto en el seu 60è.

## Composicions musicals
Moltes de les peces instrumentals tenen doblatges extensos, com la flauta travessera/piccolo/flauta alta. Editorials principals: Ione, Dantalian, McGinnis i Marx.